# Der Wanderer zwischen beiden Welten
Der Wanderer zwischen beiden Welten: Ein Kriegserlebnis ist eine 1916 von Walter Flex im Verlag C. H. Beck veröffentlichte autobiographische Novelle, die Erlebnisse des Ersten Weltkrieges zum Inhalt hat. Sie gilt als Hauptwerk des Autors.

## Inhalt
Der Wanderer entstand in den Jahren 1915 und 1916. Flex widmete die Novelle seinem 1915 bei Simnen gefallenen Kriegskameraden und Freund Ernst Wurche, dem „Idealbild des deutschen Kriegsfreiwilligen und Frontoffiziers, aber auch des neuen Menschen und Menschenführers, der beiden Welten, Erde und Himmel, Leben und Tod, gleich nahe ist“. Prosa und Poesie ergänzen einander; das Werk enthält unter anderem das Gedicht Wildgänse rauschen durch die Nacht. Durch den jähen Tod des Autors 1917 „schien die Einheit von Literatur und Leben gegeben“, was dem Werk zum Durchbruch verhalf.

## Rezeption
In der Zwischenkriegszeit wurde Der Wanderer zum Bestseller (6. Rang der deutschsprachigen Literatur) und zu einem Kultbuch der jungen Generation; später wurde es von der nationalsozialistischen Ideologie vereinnahmt. Das Werk hatte einen wesentlichen Einfluss auf die deutschen Jugendbewegungen. „Neben Ernst Jüngers und Erich Maria Remarques Darstellungen ist Der Wanderer zwischen beiden Welten noch heute die bekannteste aus dem Ersten Weltkrieg – an jenen gemessen das Dokument eines fragwürdig-kindlichen Idealismus.“ Gemäß Kindlers Literatur Lexikon stellt das Buch eine „idealistische Verzerrung und Ästhetisierung des Krieges“ dar.

## Ausgaben

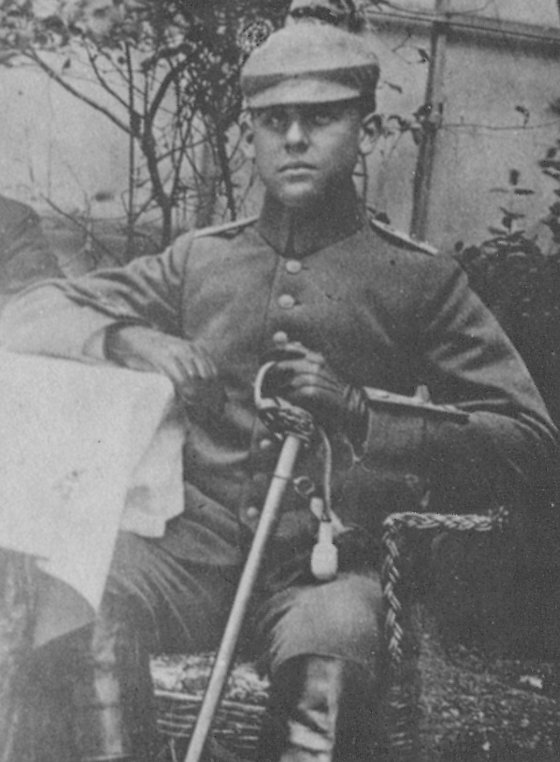
Ernst Wurche

### Verlag C. H. Beck, München
- Der Wanderer zwischen beiden Welten. 1916.
- Der Wanderer zwischen beiden Welten: Ein Kriegserlebnis. 1917.
- Der Wanderer zwischen beiden Welten: Ein Kriegserlebnis; mit einem Nachwort. 1918. (20. Auflage)
- Der Wanderer zwischen beiden Welten: Ein Kriegserlebnis. 1918. (37. bis 39. Auflage, Digitalisat der Staatsbibliothek Berlin)
- Der Wanderer zwischen beiden Welten: Ein Kriegserlebnis. 1921.
- Der Wanderer zwischen beiden Welten. 1924.
- Der Wanderer zwischen beiden Welten: Ein Kriegserlebnis. Gedächtnisausgabe zum 20. Todestage von Walter Flex, 1937.
- Der Wanderer zwischen beiden Welten: Ein Kriegserlebnis. 1941.
- Der Wanderer zwischen beiden Welten: ein Kriegserlebnis. 1943 (?).
- Der Wanderer zwischen beiden Welten: Ein Kriegserlebnis. 1960.
- Der Wanderer zwischen beiden Welten: Ein Kriegserlebnis. 1966.

### Andere Verlage
- Der Wanderer zwischen beiden Welten. Kröger, Hamburg-Blankenese 1949.
- Der Wanderer zwischen beiden Welten. Krögers Verlags Anstalt, Hamburg-Blankenese 1950.
- Der Wanderer zwischen beiden Welten: ein Kriegserlebnis. El Buen Libro, Buenos Aires ca. 1950.
- Der Wanderer zwischen beiden Welten: Ein Kriegserlebnis. Hrsg. von Heinz Machschefes, Schöninghs deutsche Textausgaben, Schöningh, Paderborn 1958.
- Der Wanderer zwischen beiden Welten: ein Kriegserlebnis. Orion-Heimreiter-Verlag, Heusenstamm 1977, ISBN 3-87588-098-6.
- Der Wanderer zwischen beiden Welten. Ein Kriegserlebnis. (2 Auflagen) Orion-Heimreiter-Verlag, Heusenstamm 1978, ISBN 3-87588-098-6.
- Der Wanderer zwischen beiden Welten: Novelle. Jubiläumsausgabe, Orion-Heimreiter-Verlag, Kiel 1986, ISBN 3-89093-300-9.
- Der Wanderer zwischen beiden Welten. Neuauflage 1997, Orion-Heimreiter-Verlag, ISBN 3-89093-300-9.
- Der Wanderer zwischen beiden Welten. Neuauflage mit Erläuterungen, Fotos, Karten, bge-verlag, München 2014, ISBN 978-3-945432-00-6.

### Übersetzungen
- Le vagabond entre deux mondes. Poème, 1916.
- Le pèlerin entre deux mondes. (Les Oies sauvages vont vers le Nord.) Le Porte-Glaive, 1996.
- Vandraren mellan de båda världarna. [Schwedisch] Bemyndigad översättning från tyskan av Irma Mielck [mit einem Vorwort von Konrad Flex und Nachwort von Martin Flex]. Söderström & C:o, Helsingfors 1921.
- El peregrino entre ambos mundos. Ins Spanische übersetzt von Otto H. Helbling; überprüft von C. J. Benielli [mit einem Vorwort vom Herausgeber („La redacción“) und Nachwort von „Walter Flex“ (eigentlich von Martin Flex)]. Biblioteca del suboficial, vol. XXIV. Taller Gráfico, Buenos Aires 1925.
- Valters Flekss: Ceļinieks starp abām pasaulēm. Übersetzer/Herausgeber[?]: Rasma Grīna, Andrejs Johansons. (Sonderausgabe für die 15. lettische SS-Freiwilligen-Division, Abteilung 1.) Kadiļis, Rīgā 1943.
- Kahden maailman vaeltaja: Sotamuistelma. Ins Finnische übersetzt von Markus Lång [mit einem Vorwort von Konrad Flex und Nachwort von Martin Flex und einem biographischen Essay von Raul Salumäe]. Books on Demand, Helsinki 2013, ISBN 978-952-286-597-7.
- Vriend aan het front: Bericht uit de loopgraven. Ins Niederländische übersetzt von Sjoerd Bronsgeest [Text auf Deutsch und Niederländisch, mit einem Nachwort von Martin Flex]. Walburg Pers, Zutphen 2013, ISBN 978-90-5730-911-3.
- The Wanderer between the Two Worlds: An Experience of War. Ins Englische übersetzt vom Brian Murdoch. Rott Publishing, 2014. [Nur als E-Buch erhältlich.]

### Online
- Der Wanderer zwischen beiden Welten: Ein Kriegserlebnis. im Projekt Gutenberg-DE.
- Der Wanderer zwischen beiden Welten: Ein Kriegserlebnis. bei zeno.org.

## Sekundärliteratur
- Jürgen Reulecke: Eine junge Generation im Schützengraben, „Der Wanderer zwischen beiden Welten“ von Walter Flex. In: Dirk van Laak (Hrsg.): Literatur, die Geschichte schrieb. Vandenhoeck & Ruprecht, Göttingen 2011, ISBN 978-3-525-30015-2.
- A.S. Brasch: Walter Flex: Der Wanderer zwischen beiden Welten. In: A.S. Brasch, S. Gebhardt, N. Nethel, N. Winter: Der Erste Weltkrieg in der Deutschen Literatur: Erklärungen für die Urkatastrophe des 20. Jahrhunderts (PDF; 374 kB). Projektarbeit. Roskilde Universitetscenter, 2006/2007, S. 8–11.
- Johannes Klein: Walter Flex, ein Deuter des Weltkrieges: Ein Beitrag zur Literaturgeschichtlichen Wertung deutscher Kriegsdichtung. NG Elwert, Johnson Reprint Corp., 1929.
- Lars Koch: Der Erste Weltkrieg als Medium der Gegenmoderne: zu den Werken von Walter Flex und Ernst Jünger. In: Epistemata, Reihe Literaturwissenschaft, Band 553. Königshausen und Neumann, Würzburg 2006, ISBN 3-8260-3168-7.
- Kurt Kretschmann, Hermann Behrens: Lüge und Wahrheit: Kriegserlebnisse eines deutschen Soldaten. Verlag für Wissenschaft und Forschung, 2003.
- K. Eckhard Kuhn-Osius: Ein konservatives Bild des Ersten Weltkriegs: Walter Flex’ Der Wanderer zwischen beiden Welten. Heinrich-Mann-Jahrbuch, 1987.
- Raimund Neuss: Anmerkungen zu Walter Flex: die „Ideen von 1914“ in der deutschen Literatur: ein Fallbeispiel. SH-Verlag, Schernfeld  1992, ISBN 3-923621-32-9.
- Bernd Spiekermann: „Willfährigkeit gegen das Göttliche und Wehrhaftigkeit gegen das Menschliche“: Religion und Nation im Werk von Walter Flex. Schüling, Münster 2000, ISBN 3-930962-76-4.
- Justus H. Ulbricht: Der Mythos vom Heldentod. Entstehung und Wirkung von Walter Flex’ „Der Wanderer zwischen beiden Welten“. In: Jahrbuch des Archivs der deutschen Jugendbewegung. 1986.
- Hans Wagener: Wandervogel und Flammenengel – Walter Flex: Der Wanderer zwischen beiden Welten. Ein Kriegserlebnis (1916). In: Thomas F. Schneider, Hans Wagener (Hrsg.): Amsterdamer Beiträge zur neueren Germanistik, Von Richthofen bis Remarque: Deutschsprachige Prosa zum I. Weltkrieg. 2003, S. 17–30.